# رناتو آراپی
رناتو آراپی (آلبانیایی: Renato Arapi؛ زادهٔ ۲۸ سپتامبر ۱۹۸۶) بازیکن سابق و مربی فوتبال اهل آلبانی است.
از باشگاه‌هایی که در آن بازی کرده‌است می‌توان به باشگاه فوتبال دینامو تیرانا، باشگاه فوتبال اسکندربو کورچه، باشگاه فوتبال تئوتا، و باشگاه فوتبال سیلکبورگ اشاره کرد.
وی همچنین در تیم‌های ملی فوتبال زیر ۲۱ سال آلبانی و آلبانی بازی کرده‌است.